# NGC 1984
NGC 1984 (còn được gọi là ESO 56-SC132) là một cụm mở liên kết với một tinh vân phát xạ, nó nằm trong chòm sao Kiếm Ngư trong Đám mây Magellan Lớn. Nó được phát hiện bởi John Herschel vào ngày 16 tháng 12 năm 1835 . Độ lớn biểu kiến là 9,9 và kích thước của nó là 1,50 x 1,20 phút cung.
NGC 1984 chứa một ngôi sao có tên NGC 1984-16, tại các tọa độ này 05 27 41.0 -69 08 06.